# Alberto Cantino
Alberto Cantino (século XV–século XVI) foi um representante e espião do duque de Ferrara que, a serviço em Lisboa, conseguiu obter e remeter clandestinamente a seu empregador na Itália, um detalhado mapa dos descobrimentos portugueses até à época (1502), o chamado Planisfério de Cantino.